# Quero Viver
Quero Viver é uma telenovela brasileira co-produzida e exibida pela RecordTV e pela TV Rio (no Rio de Janeiro), entre 13 de setembro de 1972 e 10 de março de 1973, em 202 capítulos, às 20h30, substituindo O Tempo Não Apaga e sendo substituída por Vendaval. Escrita por Amaral Gurgel e dirigida por Waldemar de Moraes.
Conta com Nathalia Timberg, Rolando Boldrin, Lílian Lemmertz, Renato Master, Laura Cardoso, Rodolfo Mayer, Lolita Rodrigues e Ney Latorraca nos papéis principais.

## Enredo
Júlia é uma mulher humilde que mora numa pensão e gasta todo seu dinheiro com um curso de secretariado para a irmã, Helena, moça fútil que não quer nada da vida. Ela nunca se envolveu com nenhum homem devido a traumas do passado, mas acaba se apaixonando pelo novo morador, Alfredo, rapaz do interior que vai trabalhar no mesmo banco que ela. Lutando contra os sentimentos, Júlia empurra Alfredo para Helena, acreditando que ele dará um bom futuro para a irmã, porém a menina gosta mesmo de Bill, um motoqueiro que mora na pensão com sua mãe Severina, uma grande fofoqueira que vive xeretando a vida das irmãs.
Amigo de Alfredo, Sérgio é um mau-caráter que seduz Helena para tirar sua virgindade, ao mesmo tempo que tenta dar um golpe conquistando uma das filhas do banqueiro João Evangelista do Amaral, as inocentes Nina e Clarissa – que gosta do pobre Jorginho. Enquanto isso Angelina, que trabalha no banco, sonha em se casar com o patrão, vendo Júlia como inimiga pelo velho bancário ter um encantamento por ela.

## Elenco

Lílian Lemmertz, Rolando Boldrin, Nathalia Timberg e Sebastião Campos nos bastidores da novela.

| Ator/Atriz          | Personagem                     |
| ------------------- | ------------------------------ |
| Nathalia Timberg    | Júlia Amorim                   |
| Rolando Boldrin     | Alfredo Dias                   |
| Lílian Lemmertz     | Helena Amorim                  |
| Renato Master       | Bill Pereira                   |
| Laura Cardoso       | Angelina                       |
| Rodolfo Mayer       | João Evangelista do Amaral     |
| Lolita Rodrigues    | Severina Pereira               |
| Ney Latorraca       | Jorginho Pereira               |
| Sebastião Campos    | Sérgio                         |
| Eugênia de Domênico | Clarissa Evangelista do Amaral |
| Edy Cerri           | Nina Evangelista do Amaral     |
| Carmen Silva        | Carmela Dias                   |
| Wilma de Aguiar     | Adelaide                       |
| Eduardo Abbas       | Tobias                         |
| Carlos Silveira     | Miro                           |
| Irene Tereza        | Conceição                      |
| Rui Luiz            | Gustavo                        |
| Cristina Mara       | Ivete                          |
| Emilda Monteiro     | Nara                           |
| Luiz Dias           | Neném                          |
| Luiz Carlos Netto   | Sávio                          |
| Kico Junqueira      | Yuri                           |

### Participações especiais
| Ator/Atriz    | Personagem |
| ------------- | ---------- |
| Zodja Pereira | Yeda       |

## Trilha sonora
1. It's Rainin', It's Pourin' - Warren Schatz
2. Call me Maria - Sweet Reaction
3. Somebody Look Like You - Warren Schatz
4. Sasha - Jim Anthony
5. Everything You'll Ever Need - Swamp Dogg
6. You Came to see Me - Justice
7. I want to Live - Gilbert Pancini / Bill Clark
8. I Love Nina - Gilbert Pancini / Bill Clark
9. Love's Theme in Minor La - Gilbert Pancini / Bill Clark
10. Transworld - Gilbert Pancini / Bill Clark
11. The Love's End - Gilbert Pancini / Bill Clark
12. Suspense - Finishing - Gilbert Pancini / Bill Clark